# Kościół Opatrzności Bożej w Warszawie (Rakowiec)
Kościół Opatrzności Bożej – kościół parafii rzymskokatolickiej Opatrzności Bożej znajdujący się przy ulicy Dickensa 5 w Warszawie.
Wezwanie kościoła jest nawiązaniem do wotum narodu złożonego przez posłów Sejmu Czteroletniego zbudowania świątyni upamiętniającej Konstytucję 3 maja z 1791. Właściwą realizacją tej uchwały jest Świątynia Opatrzności Bożej w Wilanowie. Ponadto takie samo wezwanie ma warszawski kościół w Wesołej.

## Historia
Pomysłodawcą i inicjatorem budowy kościoła na Rakowcu był proboszcz parafii NMP Królowej Świata ks. dr Stefan Sydry, który w 1956 złożył formalny wniosek o pozwolenie na budowę na działce stanowiącej część projektowanego osiedla mieszkaniowego. Uzyskał on obietnicę zgody na budowę świątyni w tym miejscu, a w stołecznej Radzie Narodowej złożono gotowy projekt kościoła autorstwa Bohdana Pniewskiego. W 1958 na obsadzonej topolami działce ustawiono krzyż i postawiono baraki budowlane. Władze nie wydały jednak pozwolenia na budowę. W tej sytuacji, ks. Romuald Kołakowski, formalnie oddelegowany z parafii NMP Królowej Świata do prowadzenia punktu katechetycznego na Rakowcu, podjął decyzję o przystosowaniu baraków zaplecza budowy do potrzeb parafii. Magazyn cementu zaadaptowano na kaplicę, szatnię dla robotników na zakrystię, a pomieszczenie na narzędzia o powierzchni 5 m² na mieszkanie dla proboszcza.
1 maja 1962 w drewnianej kaplicy zostaje odprawione pierwsze nabożeństwo majowe, a dwa dni później pierwsza msza św. 31 maja 1962 kaplica, nazwana przez parafian Stajenką została poświęcona przez kardynała Stefana Wyszyńskiego. Kard. Wyszyński mianował ks. Kołakowskiego proboszczem parafii oraz ofiarował sprzęty liturgiczne: monstrancję, kielich i szaty. Mimo sprzeciwu władz proboszcz wraz z parafianami zaczął powiększać kaplicę. Wyburzono wewnętrzne ściany baraku, urządzono kruchtę, barak obmurowano na zewnątrz pustakami. Prace adaptacyjne były prowadzone nocami.
Działania proboszcza spotykały się z reakcją ówczesnych władz: na księdza nakładane były grzywny zamieniane na areszt (zasądzone grzywny opłacali parafianie), w 1962 okrojono zajęty teren pod pretekstem samowoli budowlanej (odebrano 1/5 terenu zaplanowanego pod budowę kościoła), wydano decyzje rozbiórki baraków, odcięcia telefonu, wymeldowania ks. Kołakowskiego donikąd oraz zabrania mu dowodu osobistego. W 1966 siłą zajęto połowę placu kościelnego przeznaczając zabrany teren na przedszkole. Przejęcie odbyło się z użyciem milicji i ORMO, pod kierownictwem ówczesnej sekretarz PZPR dzielnicy Ochota, która osobiście przybyła na miejsce działań. Teren został otoczony kordonem milicji z pałkami i psami. Funkcjonariusze zerwali siatkę ogrodzeniową, wkroczyli na plac, odcięli prąd. Władze cofnęły decyzję o lokalizacji świątyni i zażądały likwidacji kaplicy w ciągu 2 tygodniu oraz opuszczenia terenu.
Parafianie zdecydowanie stanęli w obronie kaplicy, m.in. pełniąc stałe dyżury na jej terenie. Wsparcia parafii udzielił prymas Wyszyński, który oświadczył władzom państwowym i lokalnym, że jeżeli kaplica na Rakowcu zostanie zniszczona, to on wyda pozwolenie na przechowywanie Najświętszego Sakramentu w domach prywatnych. Wobec zdeterminowanej postawy prymasa i wiernych władze nie zdecydowały się na odebranie w millenijnym 1966 roku całego terenu parafii, choć pozostawiły jedynie ok. 35% pierwotnej działki, resztę przeznaczając pod przedszkole.
W 1972 została ostatecznie wydana zgoda na budowę świątyni. Projekt kościoła opracował Leszek Kołacz z zespołem. 30 kwietnia 1976 odbyło się uroczyste wmurowanie kamienia węgielnego. 8  grudnia 1979 kardynał Stefan Wyszyński dokonał konsekracji kościoła.

## Kościół obecnie

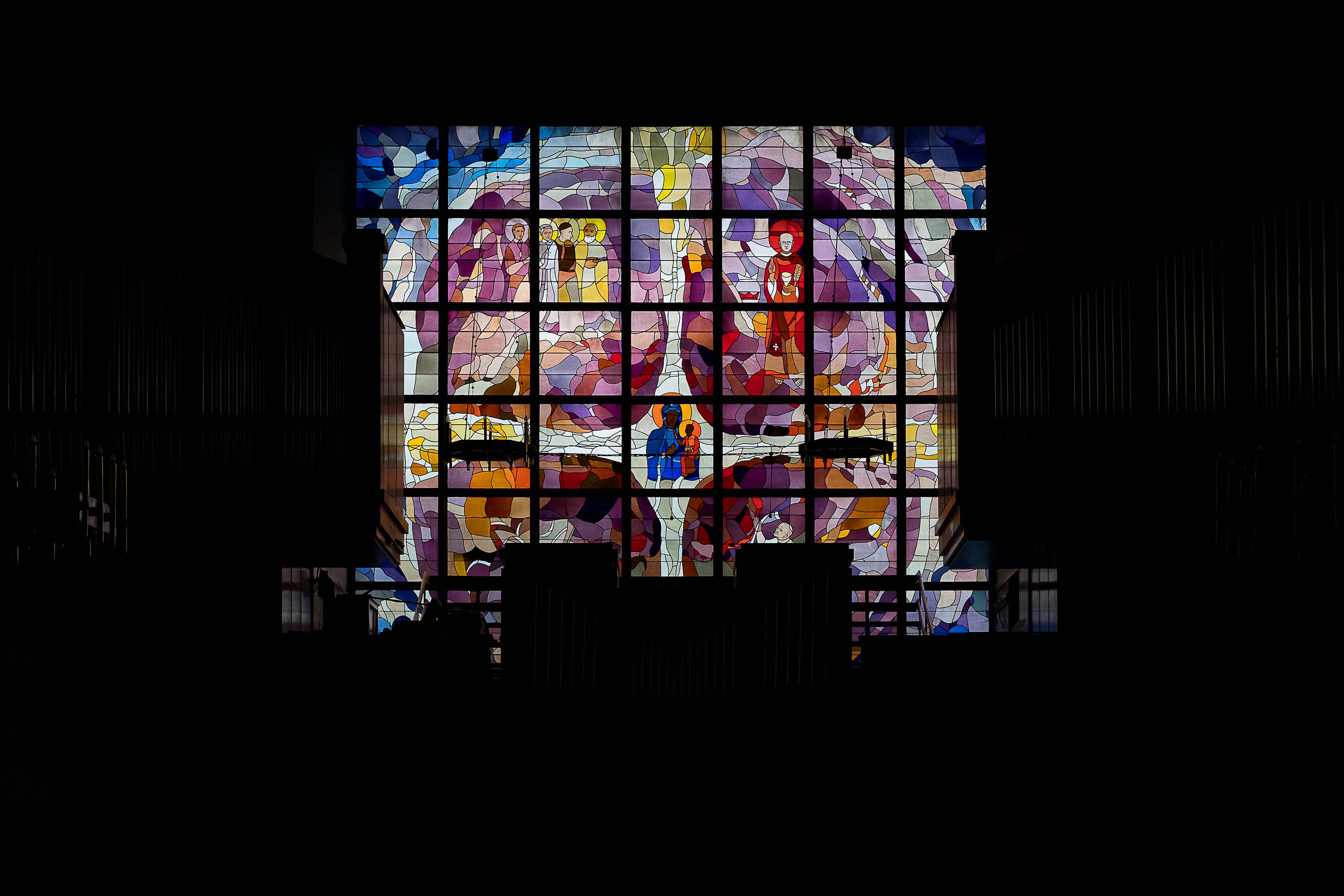
witraż nad chórem, Maria Roga-Skąpska

Budynek kościoła stoi frontem do ulicy Dickensa. Nad wejściem zwraca uwagę wykuty w ścianie napis Dobrze jest być blisko Pana. Obok drzwi w ścianę wmurowany jest kamień z grobu św. Piotra, przywieziony z Rzymu w 1972 jako dar papieża Pawła VI.
W ołtarzu głównym umieszczony jest krzyż z figurą Chrystusa, malowidło spalonej Jerozolimy oraz fryz utworzony z postaci 12 apostołów. W oknach witraże autorstwa Marii Roga-Skąpskiej i Jerzego Skąpskiego wykonane w pracowni Anny i Ireneusza Zarzyckich w latach 1984–1992.
W bocznej kaplicy znajduje się obraz Matki Bożej z XV w., uchodzący za cudowny, ofiarowany kościołowi przez prymasa Wyszyńskiego w 1978.